# Ward Churchill
Ward Churchill (Elmwood - Illinois, 2 de outubro de 1947) é um escritor e ativista político dos Estados Unidos.
Em 1966, Churchill foi obrigado a servir no exército dos Estados Unidos, durante a guerra do Vietnã. Segundo Churchill, ele serviu em uma patrulha de reconhecimento; segundo seus detratores, ele teria servido como motorista de caminhão; a discrepância se explica pelo fato de militares, com certeza, mantém segredo de certas atividades, como aquela em que Churchill alega ter servido. Depois do serviço militar, Churchill recebeu seu bacharelado e mestrado em arte pela Universidade de Illinois em Springfield.

## Biografia
Professor de Estudos Étnicos na Universidade do Colorado, defendeu durante muitos anos causas de povos indígenas norte americanos, tanto dos Estados Unidos, quanto do Canadá. Entretanto, sua fama está assentada na afirmação de que os Estados Unidos deviam esperar que outros centros de poder aplicassem as mesmas regras que seus militares aplicam em suas ações. Segundo a doutrina dos militares americanos, se um edifício ou localidade tem centros de comando ou administrativos ligados a forças armadas, ao governo e a centrais de inteligência do inimigo, torna-se um alvo militar válido; civis mortos em ataques a este tipo de alvo seriam efeitos colaterais. Aplicando esta regra, o World Trade Center seria um alvo militar válido, uma vez que ali existiam escritórios da CIA, vários escritórios do departamento de defesa e premissas do FBI. Embora Churchill insistisse que, de maneira alguma, ele considera o World Trade Center, alvo dos ataques da Al Qaeda em 11 de Setembro de 2001, um alvo militar válido, ele também disse que era de se esperar que inimigos dos Estados Unidos decidissem aplicar as mesmas regras que os Estados Unidos aplicam em seus países. Assim, o bombardeio de alvos civis na Sérvia (onde morreram até diplomatas) e no Iraque mereceriam retaliações do mesmo jazz. Em suas próprias palavras, disse Churchill:
"Pessoalmente, pensaria eu que o (World Trade Center) é um alvo legítimo? De modo algum penso isto. E faço esta afirmação baseado na minha completa rejeição e oposição a esta política americana. Mas os ouvintes devem entender que, pelas regras americanas, o World Trade Center era um alvo aceitável."
Por ter feito esta afirmação, Ward Churchill foi perseguido de todas as formas, e um processo foi aberto contra ele pelo governador do Colorado e pela universidade, visando desligá-lo da instituição onde trabalha. Como ele não poderia ser despedido por delito de idéias, o reitor da universidade decidiu que fariam uma investigação em sua produção científica, para encontrar erros que pudessem utilizar contra o professor. Parece que tais erros foram encontrados em um trabalho que o professor realizou sobre um massacre de indígenas ocorrido no século XIX. Professor Ward Churchill recebeu o apoio de várias personalidades, entre as quais destaca-se o linguista Noam Chomsky.